# رصد الجرائم في ليبيا
رصد الجرائم في ليبيا ("رصد") هي منظمة حقوقية غير حكومية وغير ربحية تأسست عام 2019 بمبادرة من نشطاء حقوقيين مستقلين، مسجلة في المملكة المتحدة، وتختص في مراقبة ورصد وتوثيق الانتهاكات الجسيمة لحقوق الإنسان والجرائم الدولية ضد المدنيين في ليبيا، كما تعمل رصد على مناصرة الضحايا والعمل على الدعوة للمسائلة والمحاسبة للحد من ظاهرة الإفلات من العقاب، ونشر ثقافة حقوق الإنسان.
تعتمد منظمة رصد الجرائم في ليبيا في أعمالها على أبحاث استقصائية ميدانية يقوم بها فريق رصد ميداني يعمل على الأرض في مختلف المناطق الليبية (برقة وفزان وطرابلس). وشبكة متنامية من المصادر، تقوم هذه الأبحاث على التحقيق في وقائع انتهاكات حقوق الإنسان، من أجل الوصول إلى معلومات دقيقة حول الوقائع وملابساتها وهوية الضحايا والأطراف المنتهكة، كما توثق الشهادات والأدلة والقرائن والسجلات والوثائق ذات الصلة لفحصها والتحقق منها. ودعت المنظمة حكومة الوحدة الوطنية والسلطات في شرق ليبيا إلى إنهاء كافة الانتهاكات الحقوقية بما فيها الخطف والإخفاء القسري.
طالبت منظمة رصد الجرائم في ليبيا، قوات حفتر بوقف استهداف التجمعات السكنية وتجنيب المدنيين الصراع المسلح والتقيد بالقانون الدولي الإنساني “قواعد الحرب”، وحمَّلتهم المسؤولية القانونية والأخلاقية لهذه الانتهاكات الجسيمة لحقوق الإنسان. وناشدت مجلس الأمن الدولي وبعثة الأمم المتحدة للدعم في ليبيا بتحمل مسؤولياتهم في حماية المدنيين في ليبيا، وإرسال لجنة تقصي حقائق للتحقيق في جرائم الحرب وتقديم مرتكبيها للعدالة، وقدمت عام 2024 إحاطة أمام مجلس الأمن الدولي، كشفت عن وقوع 281 انتهاك جسيم لحقوق الإنسان خلال العام، شمل التعذيب، والاختفاء القسري، والاعتقال التعسفي والقتل خارج نطاق القانون، ودعته إلى تغيير نهجه ليكون قائمًا على المحاسبة كأولوية أساسية لمعالجة ظاهرة الإفلات من العقاب التي تغذي هذه الانتهاكات، كما دعته إلى إنشاء آلية تحقيق دولية مستقلة جديدة في ليبيا.
تتابع منظمة رصد الجرائم في ليبيا وضع حقوق الإنسان في ليبيا، وتتفاعل مع الانتهاكات يوميا من خلال النشر عبر منصاتها على فيسبوك وتويتر، وكذلك نشر بيانات عبر الموقع الإلكتروني وتقارير شهرية تلخص الانتهاكات الحقوقية التي تم رصدها وتوثيقها في كامل أنحاء ليبيا، كما تشارك المنظمة في التوقيع على بيانات مشتركة مع منظمات دولية ومحلية ذات اختصاصات مشترك. وتعمل المنظمة بشكل فاعل ضمن ائتلاف المنصة الليبية، وتعد عضو مؤسس في الشبكة الليبية لمناهضة التعذيب، وعضو في شبكة إس أو إس لمناهضة التعذيب، والتحالف من أجل المحكمة الجنائية الدولية، والتحالف العالمي لمشاركة المواطنين.